# Anomala florina
Anomala florina är en skalbaggsart som beskrevs av Ohaus 1916. Anomala florina ingår i släktet Anomala och familjen Rutelidae. Inga underarter finns listade i Catalogue of Life.